# Milenco Luchin
Milenco Luchin (n. 16 martie 1950) este un fost deputat român în legislatura 1990-1992, ales în județul Timiș pe listele partidului Minorități. Milenco Luchin a fost membru în grupurile parlamentare de prietenie cu Republica Venezuela, Canada, Franța și Republica Coreea.

## Legături externe
- Milenco Luchin Arhivat în 27 februarie 2024, la Wayback Machine. la cdep.ro